# Максимова, Марина (пловчиха)
Марина Максимова — российская пловчиха в ластах.

## Карьера
Воспитанница ДЮСШ «Дельфин». Первыми тренерами были Лилия Ивановна и Валерий Михайлович Луговкины. Норматив мастера спорта выполнила в плавании на спине.
С 2004 года - в подводном спорте. Чемпионка России 2007 года на дистанции 200 метров в классических ластах. В 2007 году стала серебряным и дважды бронзовым призёром чемпионата мира. На чемпионате России 2009 года довольствовалась серебром. После чемпионата в связи с учёбой ушла из активного спорта. В настоящее время работает персональным тренером по плаванию в фитнес-клубе Sport Life.

## Награды
- О команде
- Марина Максимова:"В подводном плавании я реализовала себя не до конца!"